# Domingos Moçurunga
Domingos da Rocha Viana (Salvador, 20 de janeiro de 1807 – Salvador, 29 de fevereiro de 1856), conhecido como Domingos Moçurunga ou Domingos Mussurunga, foi um professor de música e compositor brasileiro.
É o patrono da cadeira de número 11 da Academia Brasileira de Música.
Como compositor deixou diversas peças sacras, entre as quais um Te Deum, escrito em 1841, para a coroação de D. Pedro II, as Novenas de Nossa Senhora' e do Senhor da Cruz, nove missas, credos e ladainhas. Na música instrumental são conhecidas três aberturas.
É autor da letra e música do dueto bufo A Negra do munguzá, encenado com êxito, várias vezes, em Salvador. Compôs diversas quadrilhas, valsas e o lundu Onde vai o sr. Pereira de Morais. Foi também fecundo autor de modinhas.